# Mellow Fellow
Ralph Lawrence "Polo" Reyes, conhecido pelo nome artístico Mellow Fellow, é um cantor e compositor de lo-fi filipino.

## Carreira
Um autointitulado "artista da internet", Reyes lançou três álbuns como Mellow Fellow. Ele ganhou notoriedade na crescente cena pop on-line com o lançamento de seu single "Dancing" de 2017 e o subsequente lançamento do single "How Was Your Day?", uma colaboração com a cantora indie pop Clairo. Ele também colaborou com a dupla de dream pop Vansire em seu álbum de 2018, Angel Youth.

## Discografia

### Álbuns
- Mellow Fellow (2014)
- 604 DIAMOND STREET (2015)
- Jazzie Robinson (2017)[8]

### Singles
- "Dancing" (2017)
- "How Was Your Day" (com Clairo, 2017)
- "Yours Alone" (2019)